# Ordem da Revolução de Outubro
A Ordem da Revolução de Outubro (em russo:  Орден Октябрьской Революции, translit. Orden Oktiabriskoi Revoliutsii) foi uma condecoração civil e militar soviética, instituída em 31 de outubro de 1967, a tempo do 50º aniversário da Revolução de Outubro.  Foi conferida a indivíduos ou grupos por serviços prestados ao avanço do comunismo, ou em melhorar as defesas da União Soviética, nos âmbitos militar e civil. É a segunda ordem civil soviética mais importantes, depois da Ordem de Lênin.

## Estatuto da ordem
A Ordem da Revolução de Outubro é concedida a cidadãos da URSS, empresas, instituições, organizações e outros grupos de trabalho, unidades e formações militares, bem como repúblicas, territórios, regiões e cidades. Esta ordem também pode ser concedida a cidadãos estrangeiros.

A ordem é concedida a
- por atividades revolucionárias ativas, grande contribuição para o estabelecimento e fortalecimento do poder soviético;
- por serviços notáveis na construção do socialismo e na construção do comunismo;
- por realizações notáveis no campo do desenvolvimento da economia, ciência e cultura nacionais;
- pela bravura e coragem especiais demonstradas em batalhas com os inimigos do estado soviético;
- por serviços notáveis no fortalecimento do poder defensivo da URSS;
- para atividades públicas e estatais particularmente frutíferas;
- pelo trabalho ativo voltado ao desenvolvimento e aprofundamento de relações amistosas abrangentes entre os povos da União Soviética e outros estados, e ao fortalecimento da paz entre os povos.

A Ordem da Revolução de Outubro é usada no lado esquerdo do peito e está localizada após a Ordem de Lenin. A Ordem da Revolução de Outubro permanece na família do destinatário após a sua morte.

## Descrição

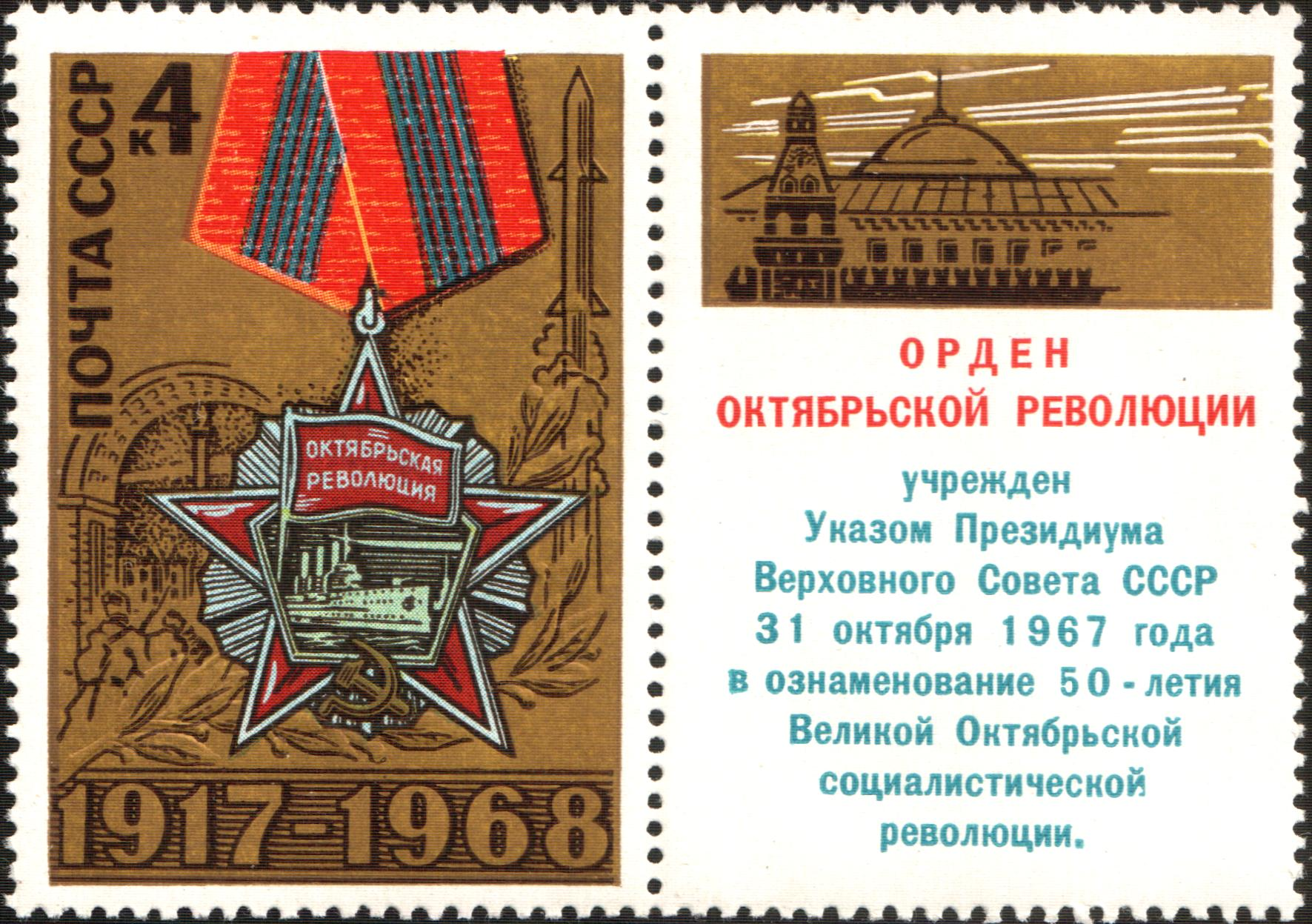
Selo comemorativo da URSS de 1968

A insígnia da Ordem consistia em um distintivo, que era uma estrela vermelha com raios dourados entre os braços; no centro havia um pentágono com a imagem do cruzador Aurora participando da Revolução de Outubro. No topo da estrela, havia uma bandeira vermelha com as palavras "Revolução de Outubro" em russo. O pentágono é oxidado em diferentes tons. Um emblema da foice e martelo está na parte inferior. O emblema devia ser usado no lado esquerdo do peito, com uma fita vermelha com cinco listras azuis no centro.
O tamanho da ordem entre os vértices opostos da estrela de esmalte é de 43 mm. A distância do centro ao topo de qualquer um dos raios da estrela é de 22 mm. A ordem é conectada por meio de um ilhó e um anel a um bloco pentagonal coberto com uma fita moiré de seda vermelha de 24 mm de largura. No meio da fita há cinco estreitas faixas longitudinais azuis.
O Aurora foi ele próprio premiado com a Ordem, o único navio a tê-la recebido. Unidades militares e instituições que receberam a condecoração podiam adicionar o nome da ordem ao seu próprio nome.

## Barreta
A barreta da Ordem da Revolução de Outubro é constituída de cinco linhas azuis escuras sobre um fundo vermelho. A barreta era mais comumente usada no uniforme de campo.